# Consignateur d'état
Un consignateur d'état est un outil permettant de tracer et d'archiver la chronologie d'évènements se produisant sur une installation industrielle. Les évènements proviennent de capteurs digitaux (TOR).
L'intérêt d'un tel outil est notamment de permettre de dresser précisément un diagnostic des phénomènes anormaux. Les consignateurs d'état sont en particulier utilisés dans les postes électriques pour garder une trace de toute manœuvre de l'appareillage à haute tension ou pour permettre l'analyse "post mortem" de tout phénomène survenant sur le réseau électrique. Le consignateur d'état et l'oscilloperturbographe peuvent être considérés comme les boîtes noires d'un poste électrique.